# Manivannan
S. Manivannan Rajagopal znany jako Manivannan (ur. 3 maja 1954, zm. 15 czerwca 2013) – indyjski aktor i reżyser.
Urodził się w Sulur na terenie obecnego stanu Tamilnadu, jako syn R. S. Maniama i Maragatham. Jego ojciec handlował ryżem, był również politykiem Drawidyjskiej Federacji Postępu (DMK). Manivannan kształcił się w Sulur Government Boys’ High School, następnie zaś w Kovai Government Arts College. Pracę w tamilskim przemyśle filmowym rozpoczął jako asystent reżysera, u boku Barathiraja (w 1979). Stworzył dialogi do takich obrazów jak Kallukul Eeram, Kadhal Ooviyam, Alaigal Oevathillai czy Nilalgal. W 1982 zadebiutował jako reżyser filmem Gopurangal Saivathillai. Łącznie wyreżyserował 50 obrazów, w tym cieszące się popularnością 24 Mani Neram, Nooravathu Naal, Muthal Vasantham, Palaivana Rojakkal, Jallikattu, Chinnathambi Periyathambi i Amaithipadai.
Jego filmografia jako aktora obejmuje przeszło 400 tytułów w językach tamilskim, telugu oraz hindi. Zyskał uznanie dzięki rolom charakterystycznym, grywał między innymi z Kamalem Hassanem i Rajinikanthem.
Podobnie jak wielu innych filmowców tamilskich angażował się w politykę. Początkowo wspierał formację ojca, później związał się z ruchem naksalickim. W wyborach stanowych z 2006 wspierał Marumalarchi Dravida Munnetra Kazhagam. Następnie dołączył do Naam Tamilar Katchi. Znany był ze wspierania lankijskich Tamilów. Zgodnie z jego wolą pochowano go owiniętego we flagę tamilskiego Ilamu.